# Um século de secas
Um século de secas é um livro do meteorologista, professor universitário e cientista brasileiro Humberto Alves Barbosa, em coautoria com a jornalista e pesquisadora Catarina de Oliveira Buriti.
A obra foi publicada em março de 2018, pela editora Chiado Books, em Lisboa.

## Conteúdo
O Livro trata da história de mais de 100 anos de secas no Semiárido brasileiro, usando séries temporais de dados de satélites e documentos históricos, para analisar as políticas de adaptação a esse fenômeno climático. Os autores questionam porque ainda hoje as secas tomam proporções de desastre natural, causando prejuízos generalizados à economia do Semiárido brasileiro. Eles analisam quais os impactos de políticas propaladas como soluções para a seca: açudagem, irrigação, perfuração de poços, Projeto de Transposição do rio São Francisco, entre outros.
Na história de um século de secas, o Livro busca explicar os fatores predominantes às políticas de adaptação aos seus impactos, no período de 1901-2016. Além de oferecerem uma compreensão crítica e abrangente sobre a história do Semiárido brasileiro, no passado e no presente, apontam caminhos e traçam estratégias político-institucionais para promover a adaptação e gestão sustentável da seca, no contexto da mudança do clima.
Pela sua perspectiva de análise histórica de longo prazo, o Livro também identifica as lições deixadas pela história das políticas para adaptação nas regiões mais secas do Brasil, especialmente os Cariris paraibanos, áreas suscetíveis à desertificação e com alto risco de seca na região. Destaca também a necessidade de planejamento de longo prazo, para adaptação às secas no Semiárido brasileiro.
O Livro está estruturado em três fases históricas, de acordo com as políticas adotadas para as secas, em cada período: 1) Solução hidráulica (1909-1940); 2) Políticas de desenvolvimento econômico (1950-1980); 3) Políticas de desenvolvimento sustentável (1990-2016). Foi escrito durante uma das piores secas da história do Semiárido brasileiro, denominado pelos autores de a “seca do século” (2011-2017).